# Orvosi pemetefű
Az orvosi pemetefű (Marrubium vulgare) az árvacsalánfélék családjába tartozó növényfaj.

## Jellemzése
Az útszéleken gyakori, évelő, lágy szárú pemetefű a Földközi-tenger vidékén őshonos, de a hűvös éghajlathoz is alkalmazkodott. 30–60 cm magas, négyszögletes, felálló szára kívül gyapjas-molyhos tapintású; keresztben átellenes leveleinek széle csipkés-fűrészes. Gömbös örvöt alkotó virágai a felső levelek hónaljában ülnek. Termése világosbarna színű, sima felületű makkocska.

## Felhasználása
Az orvosi pemetefű keserű erősítőszer étvágytalanság vagy kisebb emésztési zavarok esetén. Makacs köhögés és légúti gyulladások kezelésében szintén alkalmazzák. A virágos hajtásvégeket epehajtóként javasolják az epekiválasztás zavarai esetén. Külsőleg a pemetefű a fekélyek, a gennyes vagy rosszul gyógyuló sebek kezelésére alkalmas.
Keserűanyagainak, elsősorban a marrubiinnek köszönhetően az orvosi pemetefű segíti az emésztést, és általános étvágy-, illetve anyagcsere-fokozó. A növény virágos hajtásvégeinek köptető hatása van, valamint serkenti a hörgőkben lévő váladék elfolyósítását. A légutakban gyulladáscsökkentő hatású, enyhíti a légcsőhurut tüneteit. A marrubiinsav az epekiválasztást is elősegíti.
A keserű gyógynövényt a mindennapokban cukorka és szirup formájában használták. Magyarországi „nagykövete” Réthy Béla békéscsabai gyógyszerész, a pemetefű cukorka megalkotója volt.

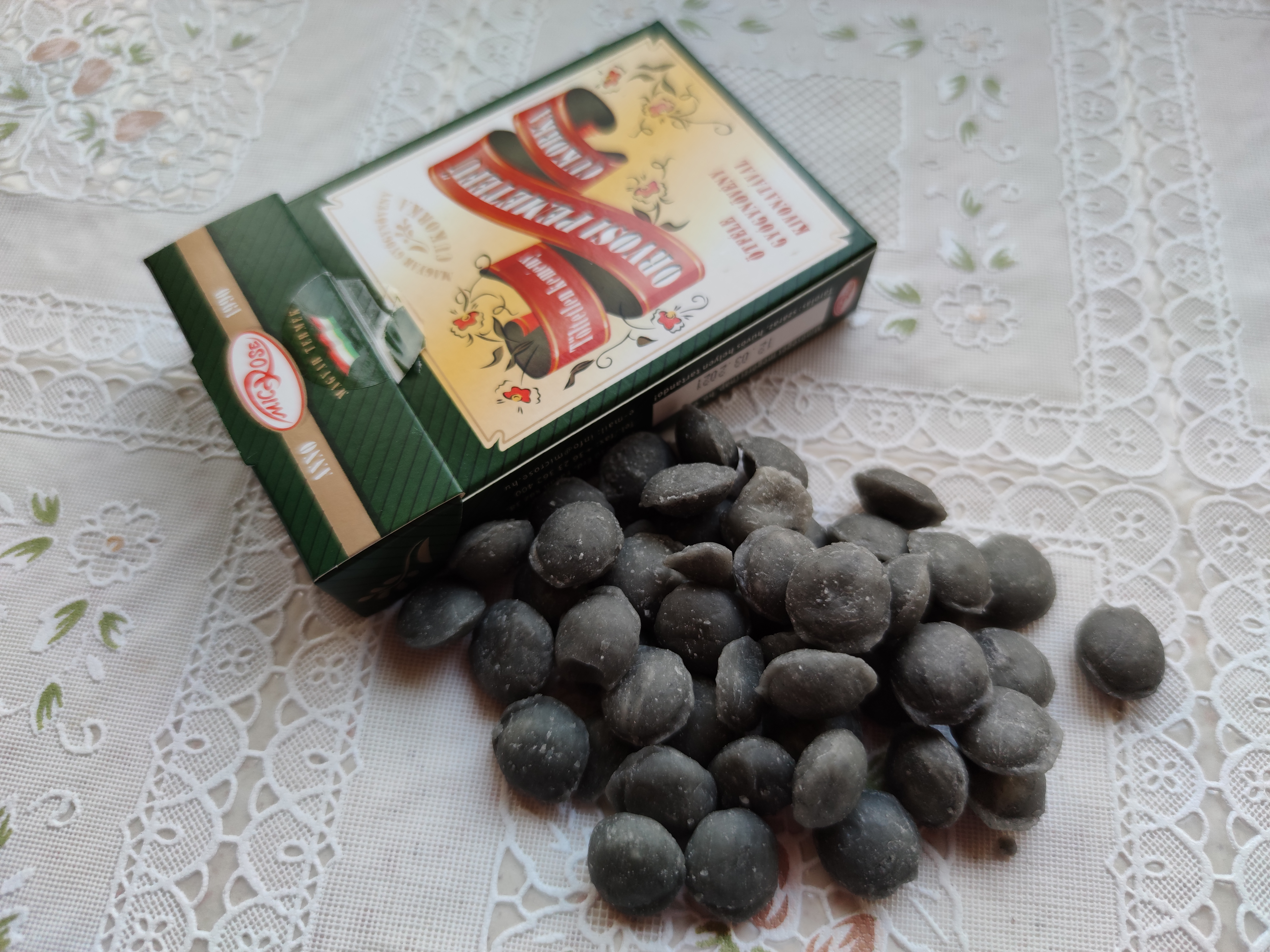
Orvosi pemetefű cukorka

## Figyelmeztetés
Mind ezidáig semmilyen mérgező hatása nem ismert az előírt adagok betartása esetén. Nagyobb adagokban azonban a marrubiin szívritmuszavart okozhat.